# Аксиомы Блюма
В теории сложности вычислений аксиомы Блюма — это аксиомы, которые определяют свойства мер сложности на множестве вычислимых функций. Впервые эти аксиомы были сформулированы Мануэлем Блюмом в 1967 году.
Важным является тот факт, что и теорема Блюма об ускорении, и теорема о промежутке верны для любых мер сложности, удовлетворяющих этим аксиомам. Наиболее известными примерами таких мер являются время выполнения (TIME) и объём используемой памяти (SPACE).

## Определения
Мера сложности Блюма — это пара {\displaystyle (\varphi ,\Phi )}, состоящая из гёделевой нумерации {\displaystyle \varphi } вычислимых функций {\displaystyle \mathbf {P} ^{(1)}} и вычислимой функции
{\displaystyle \Phi :\mathbb {N} \to \mathbf {P} ^{(1)},}
удовлетворяющей следующим аксиомам Блюма. Мы обозначаем через {\displaystyle \varphi _{i}} i-ю вычислимую функцию согласно гёделевской нумерации {\displaystyle \varphi }, а через {\displaystyle \Phi _{i}} — вычислимую функцию {\displaystyle \Phi (i)}.
- области определения {\displaystyle \varphi _{i}} и {\displaystyle \Phi _{i}} совпадают.
- множество {\displaystyle \{(i,x,t)\in \mathbb {N} ^{3}|\Phi _{i}(x)=t\}} является разрешимым.